# Pārk-e Shahr (park i Teheran)
Pārk-e Shahr (persiska: پاركِ شاهر, Pārk-e Shāhr, پارك شهر) är en park i Iran.   Den ligger i provinsen Teheran, i den norra delen av landet, i huvudstaden Teheran. Pārk-e Shahr ligger 1 156 meter över havet.
Terrängen runt Pārk-e Shahr är platt åt sydost, men åt nordväst är den kuperad. Terrängen runt Pārk-e Shahr sluttar söderut.Runt Pārk-e Shahr är det mycket tätbefolkat, med 10 000 invånare per kvadratkilometer. Närmaste större samhälle är Teheran, 1,4 km nordost om Pārk-e Shahr. Runt Pārk-e Shahr är det i huvudsak tätbebyggt.